# Naud-Evrard
 (mai 2021).
 (mai 2021).
La mise en forme du texte ne suit pas les recommandations de Wikipédia : il faut le « wikifier ».
Les points d'amélioration suivants sont les cas les plus fréquents :
- Les titres sont pré-formatés par le logiciel. Ils ne sont ni en capitales, ni en gras.
- Le texte ne doit pas être écrit en capitales (les noms de famille non plus), ni en gras, ni en italique, ni en « petit »…
- Le gras n'est utilisé que pour surligner le titre de l'article dans l'introduction, une seule fois.
- L'italique est rarement utilisé : mots en langue étrangère, titres d'œuvres, noms de bateaux, etc.
- Les citations ne sont pas en italique mais en corps de texte normal. Elles sont entourées par des guillemets français : « et ».
- Les listes à puces sont à éviter, des paragraphes rédigés étant largement préférés. Les tableaux sont à réserver à la présentation de données structurées (résultats, etc.).
- Les appels de note de bas de page (petits chiffres en exposant, introduits par l'outil «  Source ») sont à placer entre la fin de phrase et le point final[comme ça].
- Les liens internes (vers d'autres articles de Wikipédia) sont à choisir avec parcimonie. Créez des liens vers des articles approfondissant le sujet. Les termes génériques sans rapport avec le sujet sont à éviter, ainsi que les répétitions de liens vers un même terme.
- Les liens externes sont à placer uniquement dans une section « Liens externes », à la fin de l'article. Ces liens sont à choisir avec parcimonie suivant les règles définies. Si un lien sert de source à l'article, son insertion dans le texte est à faire par les notes de bas de page.
- La présentation des références doit suivre les conventions bibliographiques. Il est recommandé d'utiliser les modèles {{Ouvrage}}, {{Chapitre}}, {{Article}}, {{Lien web}} et/ou {{Bibliographie}}. Le mode d'édition visuel peut mettre en forme automatiquement les références.
- Insérer une infobox (cadre d'informations à droite) n'est pas obligatoire pour parachever la mise en page.

Pour une aide détaillée, merci de consulter Aide:Wikification.
Si vous pensez que ces points ont été résolus, vous pouvez retirer ce bandeau et améliorer la mise en forme d'un autre article.
Jean Baptiste Antoine Naud dit Naud-Evrard, né le 1er janvier 1821 à Lunel, et mort le 25 juillet 1898 à Paris, est un géographe français, cartographe et éditeur de globe terrestre au XIXe siècle. Membre éminent de la Société de géographie, il collabore avec des figures emblématiques de son temps.

## Biographie
En tant qu'éditeur de globe terrestre, Naud-Evrard remporte au côté de Charles Larochette, la médaille d'argent à l'Exposition universelle de 1867.
D'après les documents officiels et scientifiques les plus récents, Naud-Evrard dresse la carte générale de l'Europe avec Charles Delagrave de l'Institut de Géographie. Ils réalisent aussi ensemble une carte des environs de Paris imprimée dans la manufacture réputée des Hoock Frères. Ces cartes sont aujourd'hui conservées à la Bibliothèque Nationale de France. 
En 1880, Naud-Evrard collabore avec Camille Flammarion pour illustrer le Système solaire.
Le système solaire d'après le modèle de Copernic (1880).
Sous la direction de Pierre Émile Levasseur, Naud-Evrard édite une carte murale, pour laquelle ils gagnent ensemble le 1er ordre du mérite à l'Exposition Universelle de Melbourne.

## Expositions
- 1867 : médaille d'argent à l'Exposition Universelle pour un globe terrestre avec Larochette et Bonnefont (Paris).
- 1873 : récompensé par le Jury à l'Exposition Universelle pour un globe terrestre avec Larochette et Bonnefont (Vienne)[8].
- 1876 : participation à la cinquième exposition des Beaux-Arts appliqués à l'industrie[9].
- 1878 : participation à l'Exposition Universelle pour une carte murale avec Levasseur (Paris).
- 1880 : 1er ordre du mérite à l'Exposition Universelle pour une carte murale avec Levasseur (Melbourne).

## Citations
Dans son ouvrage l'Année Scientifique et Industrielle (1867), Louis Figuier écrit au sujet du globe terrestre édité par Naud-Evrard : 
« Le globe de MM. Larochette et Bonnefont, d'un aspect vraiment imposant, est un véritable atlas, qui présente aux yeux, dans leur position exacte, toutes les parties de la terre. Il permet, au premier aspect, de reconnaître leur étendue comparée, leur forme et leurs divisions. Solide et léger à la fois, facile à manier et tournant sur son axe par l'action du doigt, il instruit par la seule vue, et fait entrer d'un coup d’œil dans l'esprit une foule de notions que l'on demanderait en vain aux cartes les plus savantes et les plus précises. »

## Galerie

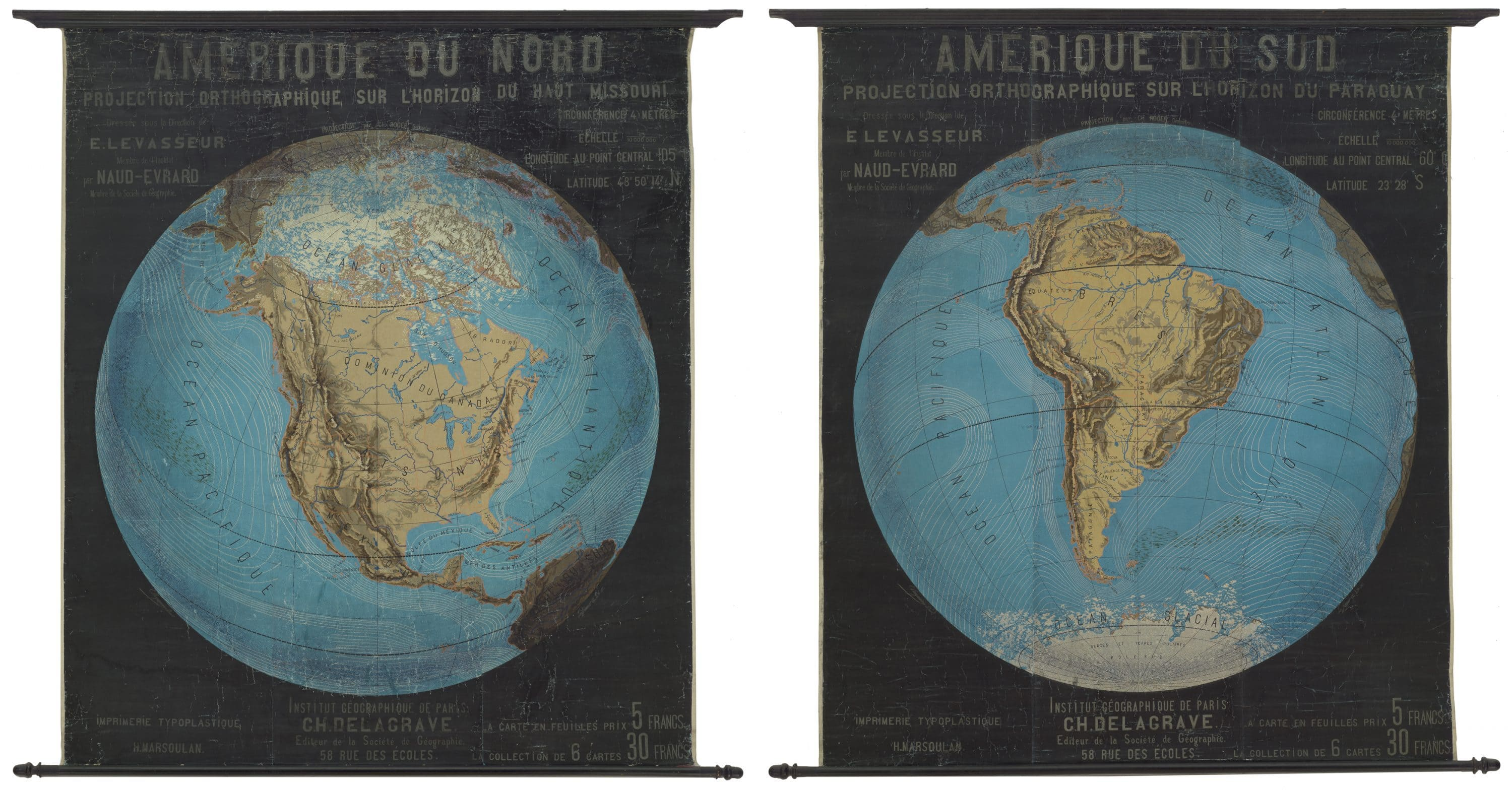
Carte murale Projection Orthographique sur l'Horizon (1880).